# Cato Institute

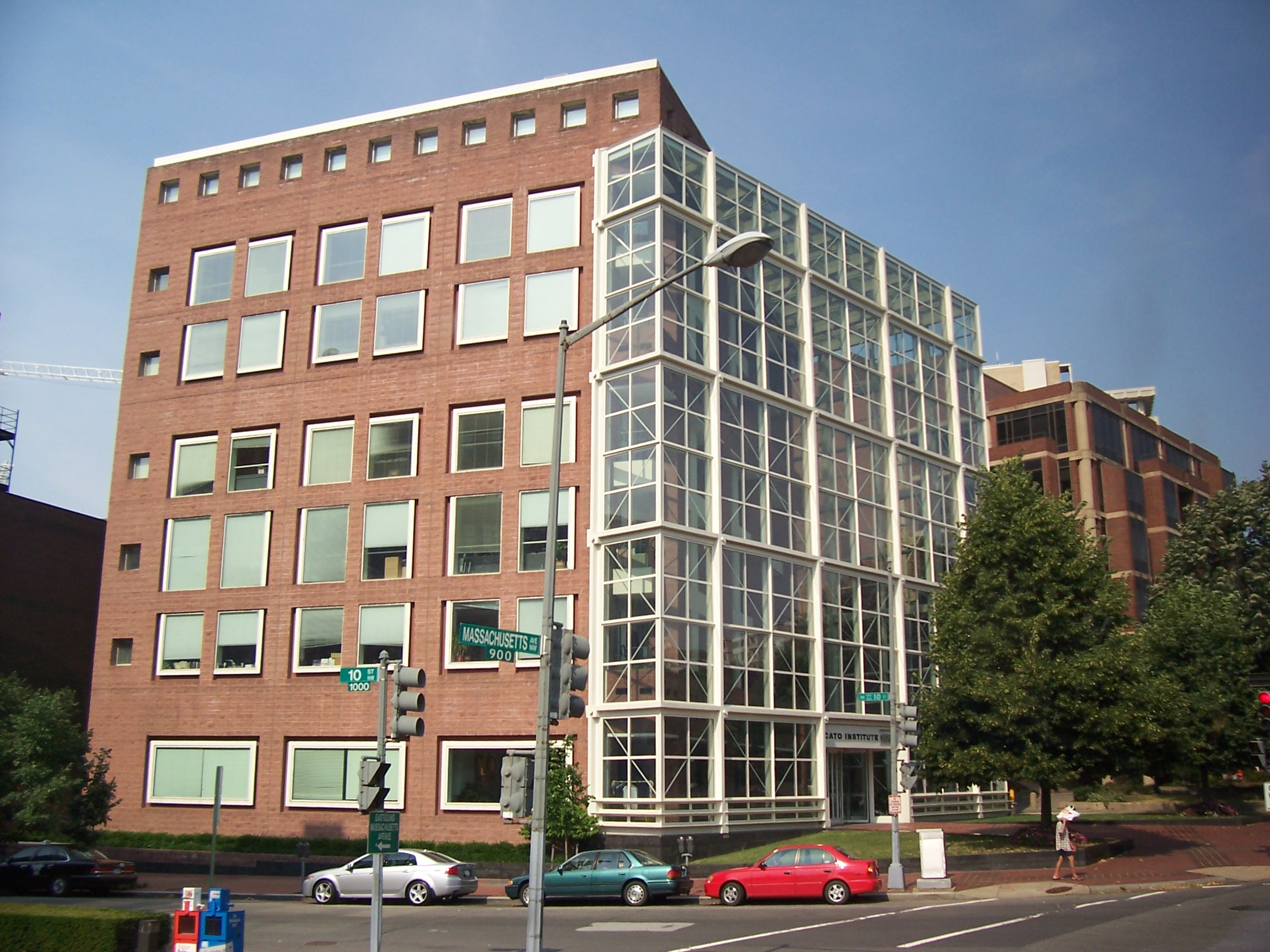
Cato Institute

Cato Institute är en amerikansk libertariansk tankesmedja baserad i Washington, DC. Den grundades som Charles Koch Foundation år 1974 av Ed Crane, Murray Rothbard, och Charles Koch, och ändrade år 1976 namn till Cato Institute.
Enligt 2020 Global Go To Think Tank Index Report (University of Pennsylvania) är Cato nummer 27 i "Top Think Tanks Worldwide" och nummer 13 i "Top Think Tanks i USA".

## Politik
Cato förespråkar en begränsad roll för den federala statsmakten i inrikesfrågor samt ett starkt skydd av medborgerliga friheter. Detta inkluderar stöd för att sänka eller avskaffa de flesta skatter, motstånd mot Affordable Care Act, och privatisering av ett flertal statliga myndigheter och program, inklusive Nasa, federala pensionssystemet och postverket. 
Cato hävdar att de flesta amerikaner är invandrare eller härstammar från invandrare, och att detta fortsätter idag, vilket gör USA till ett "rikare, friare och säkrare land". Cato förespråkar därför en utökad och avreglerad invandring.
Sedan 2002 har Cato Institute delat ut Milton Friedman-priset.
Forskare knutna till Cato har ofta förnekat eller spelat ner följderna av den globala uppvärmningen. Enligt samhällsvetarna Riley Dunlap och Aaron McCright är Cato Institute en av de viktigaste aktörerna inom den  "förnekelsemaskin" som blundar för den globala uppvärmningen. PolitiFact och Scientific American har kallat Catos arbete om global uppvärmning "falskt" och baserat på körsbärsplockning.